# Alma Mahler
Alma Mahler (Beč, 31. kolovoza 1879. -  Beč, 11. prosinca 1964.) - austrijska skladateljica i slikarica, bila je u braku s poznatim osobama svoga vremena, s Gustavom Mahlerom, Walterom Gropiusom i Franzom Werfelom. Bila je nadahnuće umjetnicima za njihova djela. Smatra se jednim od simboličkih likova povijesti 20. stoljeća kao fatalna, intelektualna i ekscentrična žena.
Alma je bila kći slikara Emila J. Schindlera. Obitelj je imala veliki krug prijatelja umjetnika, znanstvenika i pisaca, među kojima su bili: Gustav Klimt, Sigmund Freud i Richard Strauss. Za vrijeme studija, privlačila je pažnju mnogih poznatih Bečana. Odlučila se za brak s devetnaest godina starijim Gustavom Mahlerom, koji je bio poznati skladatelj i dirigent. Imali su dvije kćeri: Anne Mariju (rano je umrla) i Annu. Oko 1910. godine, Alma je započela izvanbračnu vezu s arhitektom Walterom Gropiusom. Vjenčala se s njime nakon smrti Gustava Mahlera. Imali su kćer Manon, koja je naslijedila majčinu živost, šarm i umjetnički talent, ali je umrla mlada. Alban Berg posvetio je Manon violinski koncert, nakon nje smrti.  
Alma Mahler i Gropius razveli su se 1920., a ona je već prije započela vezu s piscem Franzom Werfelom. Vjenčali su se 1929. i bila je s njim u braku do svoje smrti 1964. godime. Za vrijeme Drugog svjetskog rata, izbjegli su u SAD, jer je Werfel bio Židov. Tamo je Alma Mahler bila kulturna ikona, zbog pokojnog muža Gustava Mahlera i poznanstva s mnogim poznatim umjetnicima. Nakon Drugog svjetskog rata, Alma se vratila u svoj rodni grad Beč i napisala je memoare. 
Nakon njezine smrti o njoj je snimljeno nekoliko filmova i izvedeno nekoliko kazališnih predstava (također i u Hrvatskoj). Alma Prica dobila je nagrade za glavnu ulogu u kazališnoj predstavi "Alma Mahler".